# Pakicetus
A Pakicetus az emlősök (Mammalia) osztályának párosujjú patások (Artiodactyla) rendjébe, ezen belül a Whippomorpha alrendjébe és a fosszilis Pakicetidae családjába tartozó típusnem.

## Előfordulása
A Pakicetus-fajok ezelőtt 50-49 millió évvel éltek, a mai Pakisztán területén, Pesavar közelében. Maradványait a Kuldanai kőzetekben találták meg. Az eocén korban Pakisztán a Tethys-óceán partján feküdt.

## Megjelenése

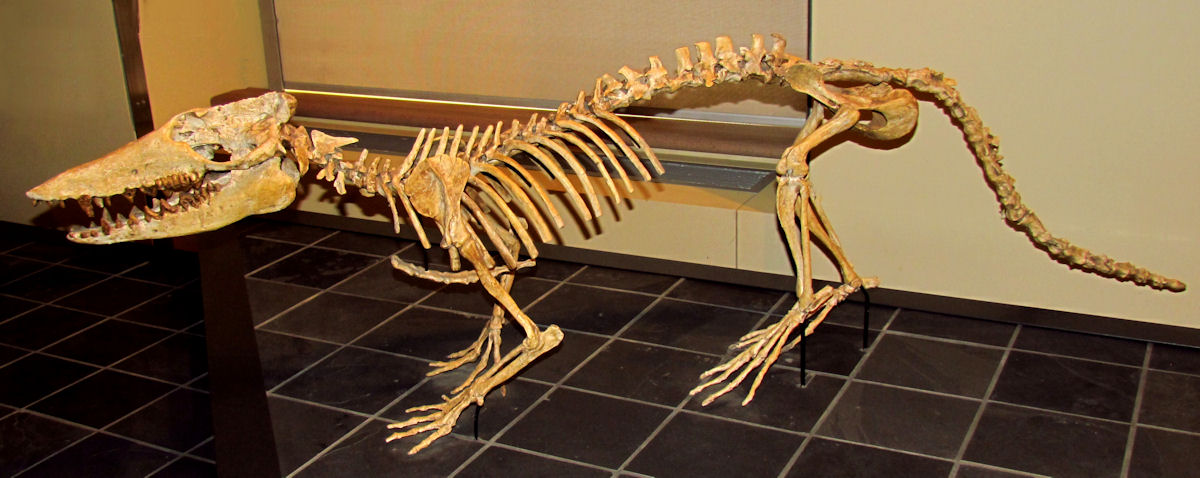
A Pakicetus attocki csontváza

Teljes Pakicetus csontvázat 2001-ben fedeztek fel. A csontváz kimutatta, hogy az állat, körülbelül 1-2 méter hosszú és 135 kilogramm tömegű lehetett. Nagyjából szárazföldi élőlény volt, és nagyon hasonlított a Mesonychiára - emiatt sokáig annak közeli rokonának vélték. Koponyája 30-35 centiméter hosszú és 14-15 centiméter széles lehetett, s valószínűleg csak egy kis méretű agyvelőt fogott közre.
Az első Pakicetus maradvány csak egy koponyából állt, és azt hitték, hogy egy Mesonychia koponyája, de Philip Dean Gingerich és Donald E. Russell a belső fül tanulmányozása után rájöttek, hogy a felfedezett állat egy ősi típusú cet. Ennek a kezdetleges cetnek a fogai nemcsak a többi archaeocetiéhez hasonlított, hanem a ma már kihalt őspatások (Condylarthra) fogaihoz is. Mivel két külön állatcsoport jegyeit hordozza magában, a Pakicetust az elején nehéz volt besorolni.
Megállapítását, meglepő módon a hallórendszerének nyomai segítették elő. A szárazföldi állatok a levegőn, míg a tengeriek a vízen keresztül haladó hangokat fogják fel. Emiatt a szárazföldi állatoknak dobhártyájuk van. A dobhártyát a dobüregi izom feszesen tart, s ez a hangrezgéseket felfogja, aztán a hallócsontocskák révén a belső fülhöz továbbítja. A szárazföldi állatok csontjai és szövetei a két fül között olyan hangszigetelőt alkotnak, amely megakadályozza, hogy a hang az egyik fültől a testen át a másikba jusson. Emiatt az állat a mindkét fülbe csak a levegőn át érkező hangok útjának kis különbségéből tudja érzékelni a hangforrás helyét.
Ellenben a ceteknek nincsen dobhártyájuk, ők a hanghullámokat úgy fogják fel, hogy azok rezgésbe hozzák a koponyájukat és a hallócsontocskáikat. A cet koponyacsontjainak és szöveteinek sűrűsége nagyjában megegyezik a vízével, s ezért a víz közvetítette hang a testen keresztül is eljutna a másik fülbe, azonban ezt megakadályozza az úgynevezett „dinnye szerv”, amely „habbal” teli üreg a koponyában.
Habár a Pakicetus hallórendszere inkább a cetekére, s nem az őspatásokéra hasonlít, ez az élőlény mégsem olyan, mint a mai cetek. Ezt onnan tudjuk, hogy koponyacsontjain megtaláljuk a dobüregi izom tapadásának helyét, tehát a Pakicetus dobhártyával rendelkezett, ellenben nem volt dinnye szerve, amely meggátolta az állatot a mélyvízi merülésben. Ám néhány hallócsontocskája részben össze volt olvadva, miként a ceteké, s emiatt valamicskét a Pakicetus is hallhatott a víz alatt.

## Életmódja
Ez az állat kétéltű életmódot folytatott, egyaránt vadászott szárazföldön és vízben is. Kövületei mellett egyéb állatok fosszilis maradványai is előkerültek, például: teknősöké, krokodiloké, harcsáké és tengeri halaké is. Valószínűleg ezek az állatok a Pakicetus zsákmányául eshettek. A Pakicetus nem volt képes az echolokációra.

## Rendszerezés
A nembe az alábbi 4 faj tartozik:
- Pakicetus attocki West, 1980
- Pakicetus calcis Cooper, Thewissen & Hussain, 2009
- Pakicetus chittas Cooper, Thewissen & Hussain, 2009
- Pakicetus inachus Gingerich & Russell, 1981 - típusfaj